# 1872
1872 (MDCCCLXXII) byl rok, který dle gregoriánského kalendáře započal pondělím.

## Události

### Česko
- 18., 20. a 22. dubna – Zemské volby v Čechách.
- 18. května – Emil Holub odjel na první cestu do jižní Afriky.
- 25. a 26. května – Jedna z nejhorších povodní zdokumentovaných na českém území zasáhla západní a střední Čechy.
- 12. prosince – Ukončena doprava na koněspřežné dráze České Budějovice – Linec.

### Svět
- 12. ledna – Korunovace Jana IV. Etiopského
- 20. února – V New Yorku bylo otevřeno Metropolitní muzeum umění
- 1. března – Byl vyhlášen první národní park na světě – Yellowstonský národní park.
- 16. března – odehrán první ročník anglického FA Cupu, nejstarší klubové fotbalové soutěže na světě.
- Rakousko-uherská expedice k severnímu pólu.

## Vědy a umění
- 12. listopadu – Bedřich Smetana dokončil práci na své 4. opeře Libuše. Opera byla původně určena k zamýšlené korunovaci císaře Františka Josefa I. českým králem.
- 22. listopadu – Rakouský dramatik Franz Grillparzer uvádí premiéru své hry Židovka z Toleda (Die Judin von Toledo) v Praze
- Vznikl Časopis pro pěstování matematiky a fysiky, vůbec první matematický časopis v Rakousku-Uhersku, který vydávala Jednota českých matematiků a fyziků

## Knihy
- Vítězslav Hálek – V přírodě
- Lajos Hevesi – Dobrodružství Andráse Jelkyho
- Joseph Sheridan Le Fanu – V temném zrcadle
- Friedrich Nietzsche – Zrození tragédie z ducha hudby
- Jules Verne – Dobrodružství tří Rusů a tří Angličanů
- Jules Verne – Doktor Ox

## Narození
Automatický abecedně řazený seznam viz Kategorie:Narození v roce 1872

### Česko

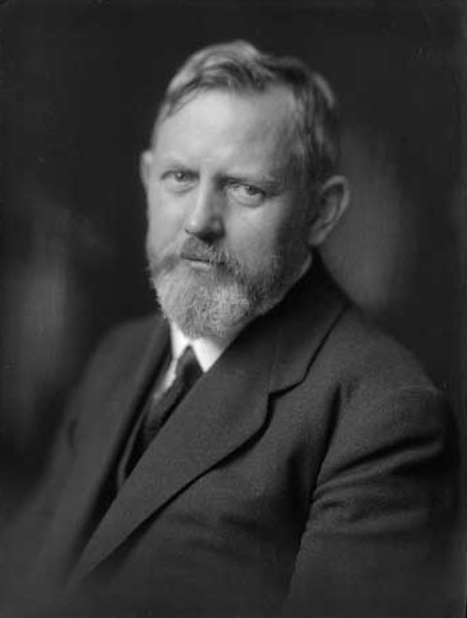
Emil Votoček (* 5. října)

- 3. ledna – Ladislav Jan Živný, bibliograf († 17. března 1949)
- 5. ledna – Otakar Mařák, operní pěvec († 2. července 1939)
- 7. ledna – Anton Witek, česko-německý houslista († 19. srpen 1933)
- 12. ledna
  - Géza Grosschmid, československý politik maďarské národnosti († 4. dubna 1933)
  - Josef Hanuš, chemik († 24. prosince 1955)
- 14. ledna – Antonín Hudeček, malíř († 11. srpna 1941)
- 22. ledna – Ferdinand Hrdý, katolický hodnostář († 4. března 1949)
- 27. ledna – Josef Jahoda, pedagog, novinář a spisovatel († 16. prosince 1946)
- 28. ledna – Eduard Schönbach-Nitsche, kanovník katedrální kapituly sv. Štěpána v Litoměřicích († 13. března 1951)
- 5. února – Géza Szüllő, československý politik maďarské národnosti († 28. července 1957)
- 6. února
  - Otto Faster, vydavatel, překladatel, skladatel a spisovatel († 26. června 1907)
  - František Novák, politik († 12. října 1940)
- 8. února – János Richter, politik († 18. května 1934)
- 17. února – Jan Preisler, malíř († 27. dubna 1918)
- 18. února – Jiří Pichl, politik († 20. prosince 1952)
- 24. února – Alois Dryák, architekt († 6. června 1932)
- 26. února – Václav Johanis, ministr pro zásobování lidu († 19. června 1939)
- 3. března – Jaroslav Panuška, malíř († 1. srpna 1958)
- 10. března – Ctibor Bezděk, lékař, spisovatel, pacifista, filantrop († 22. února 1956)
- 11. března – Gustav Adolf Procházka, patriarcha Církve československé husitské († 9. února 1942)
- 19. března – Josefina Pepa Mařáková, malířka († 19. června 1907)
- 27. března – Richard Fischer, politik († 4. února 1954)
- 3. dubna – Otakar Nájemník, politik († 27. ledna 1938)
- 5. dubna – Ladislav Novák, ministr průmyslu, obchodu a živností († 29. srpna 1946)
- 8. dubna
  - Bedřich Bendelmayer, architekt († 20. dubna 1932)
  - Vojtěch Hampl, politik († 19. října 1944)
- 1. května
  - Ladislav Prokop Procházka, lékař, politik, hudební skladatel a spisovatel] († 12. října 1955)
  - Jan Čančara, politik († 1. prosince 1957)
- 16. května – Alois Baeran, československý politik německé národnosti († 1936)
- 19. května
  - Anna Schieblová, sestra Tomáše Bati († 25. června 1936)
  - Ferdinand Sládek, sběratel lidových písní a skladatel († 30. května 1943)
  - Karel Červinka, spisovatel († 5. března 1949)
- 25. května – Ján Janík, politik († 25. června 1951)
- 13. června – Eduard Löhnert, československý politik německé národnosti († 31. března 1937)
- 14. června – Karel Engelmüller, spisovatel a dramatik († 31. března 1950)
- 15. června – Theodor von Liebieg, liberecký podnikatel († 23. května 1939)
- 24. června – Jan Záhorský, politik († 22. října 1951)
- 30. června – Josef Bílý, generál († 28. září 1941)
- 12. července – Emil Hácha, prezident pomnichovské Československé republiky († 27. června 1945)
- 15. července
  - Karel Babánek, básník, spisovatel a dramatik († 19. května 1937)
  - František Bernard Vaněk, kněz, spisovatel a kulturní organizátor († 1. dubna 1943)
- 16. července – Anton Karl Gebauer, rakouský cestovatel, etnograf a spisovatel († 30. května 1942)
- 18. července
  - Julius Fučík, skladatel a dirigent vojenských hudeb († 25. září 1916)
  - Václav Svoboda Plumlovský, spisovatel († 11. listopadu 1956)
- 22. července – Ľudovít Bazovský, politik († 10. prosince 1958)
- 31. července – Břetislav Rérych, regionální vlastivědný pracovník a historik († 14. října 1936)
- 4. srpna – Ludvík Očenášek, konstruktér a vynálezce († 10. srpna 1949)
- 12. srpna – Josef Blau, sudetoněmecký učitel, vlastenec a historik († 22. října 1960)
- 13. srpna – František Zimák, politik († 7. února 1940)
- 23. srpna – Jaromír Herle, hudební skladatel a sbormistr († 30. listopadu 1945)
- 1. září – Leopold Bauer, slezský architekt († 7. října 1938)
- 9. září
  - Karl Heller, československý politik německé národnosti († 7. dubna 1944)
  - Růžena Reichstädterová, pedagožka a politička († 30. listopadu 1928)
- 15. září – Štěpán Doubek, hudební skladatel a pedagog († 7. prosince 1920)
- 20. září – Augustin Novák, ministr financí († 9. května 1951)
- 26. září – Otakar Černín, šlechtic, diplomat a politik († 4. dubna 1932)
- 28. září – František Půža, lékař a historik († 2. března 1932)
- 4. října – František Merta, politik († 25. března 1953)
- 5. října
  - Josef Klečák, politik († 1938)
  - Emil Votoček, chemik († 11. října 1950)
- 6. října – Jan Larisch-Mönnich II., slezský šlechtic, uhlobaron a politik († 10. listopadu 1962)
- 16. října – Rudolf Pánek, odborový funkcionář a politik († 27. října 1938)
- 17. října – Leonhard Kaiser, československý politik německé národnosti († 4. prosince1956)
- 6. listopadu – František Bílek, grafik, sochař, architekt († 13. října 1941)
- 10. listopadu – František Klokner, rektor Českého vysokého učení technického († 8. ledna 1960)
- 11. listopadu – Ivan Hálek, lékař, spisovatel, pedagog a politik († 17. února 1945)
- 25. listopadu – František Rous, sochař († 27. července 1936)
- 28. listopadu – Gustav Mayr, československý politik německé národnosti († 4. září 1936)
- 3. prosince – Vojta Mádlo, dirigent, hobojista, hudební skladatel a pedagog († 14. prosince 1951)
- 12. prosince – Václav Roubík, ministr veřejných prací († ?)
- 16. prosince – Rudolf Ludmila, malíř († 13. června 1953)
- 21. prosince
  - Prokop Toman, právník, historik a sběratel výtvarného umění († 6. července 1955)
  - Augustin Žalud, novinář a spisovatel († 25. září 1928)
- 23. prosince – Vilém Kurz mladší, klavírní virtuos a pedagog († 25. května 1945)
- 24. prosince – František Lorenc, profesor a esperantista († 24. května 1957)

### Svět

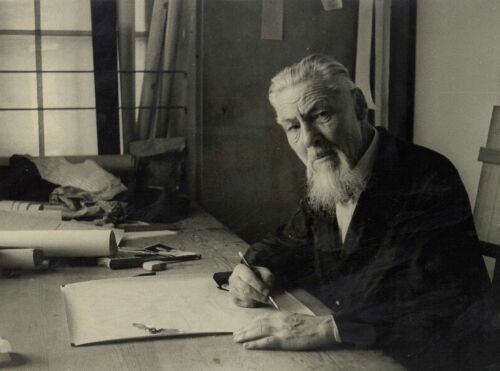
Jože Plečnik (* 23. ledna)

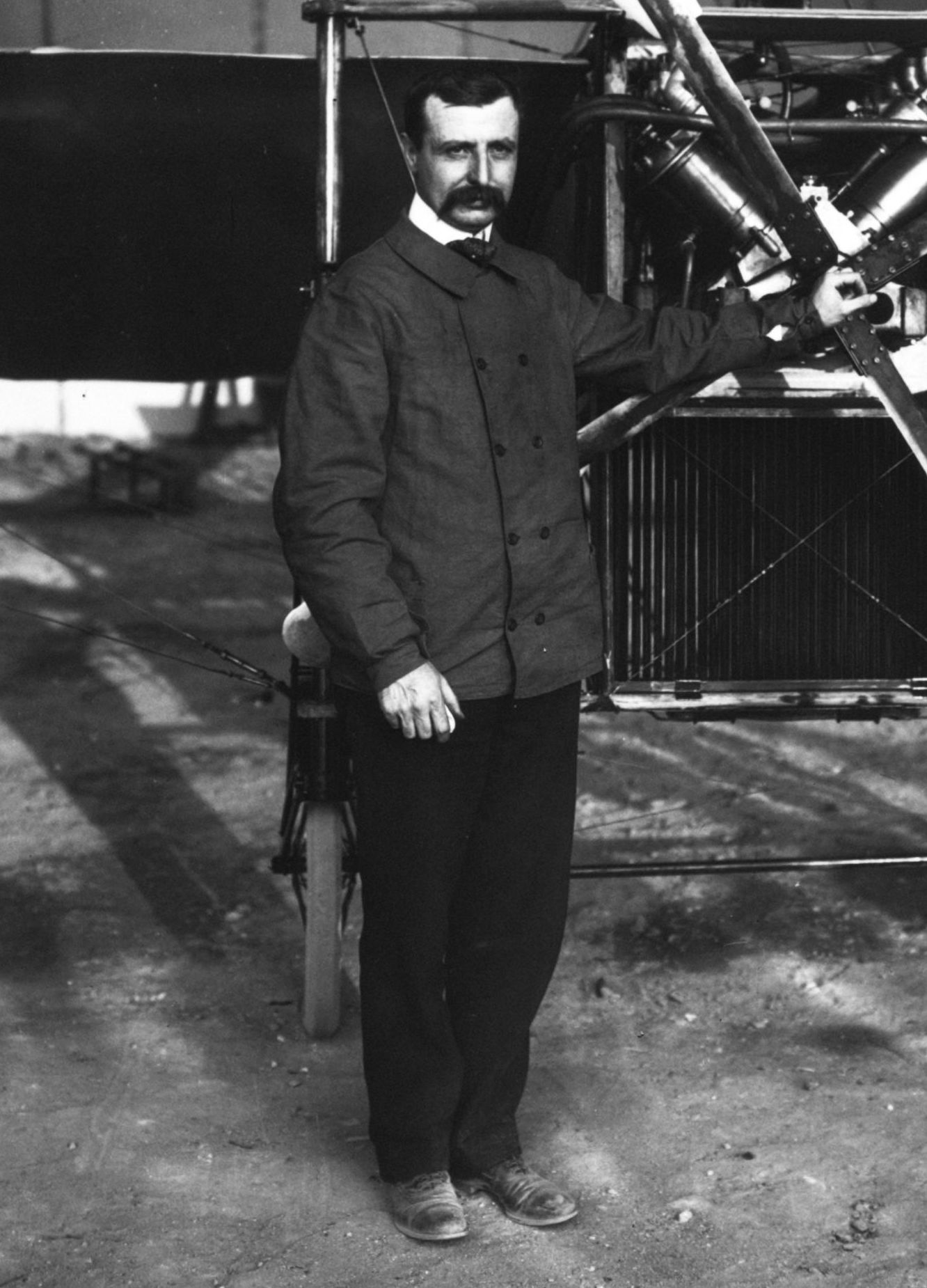
Louis Blériot (* 1. července)

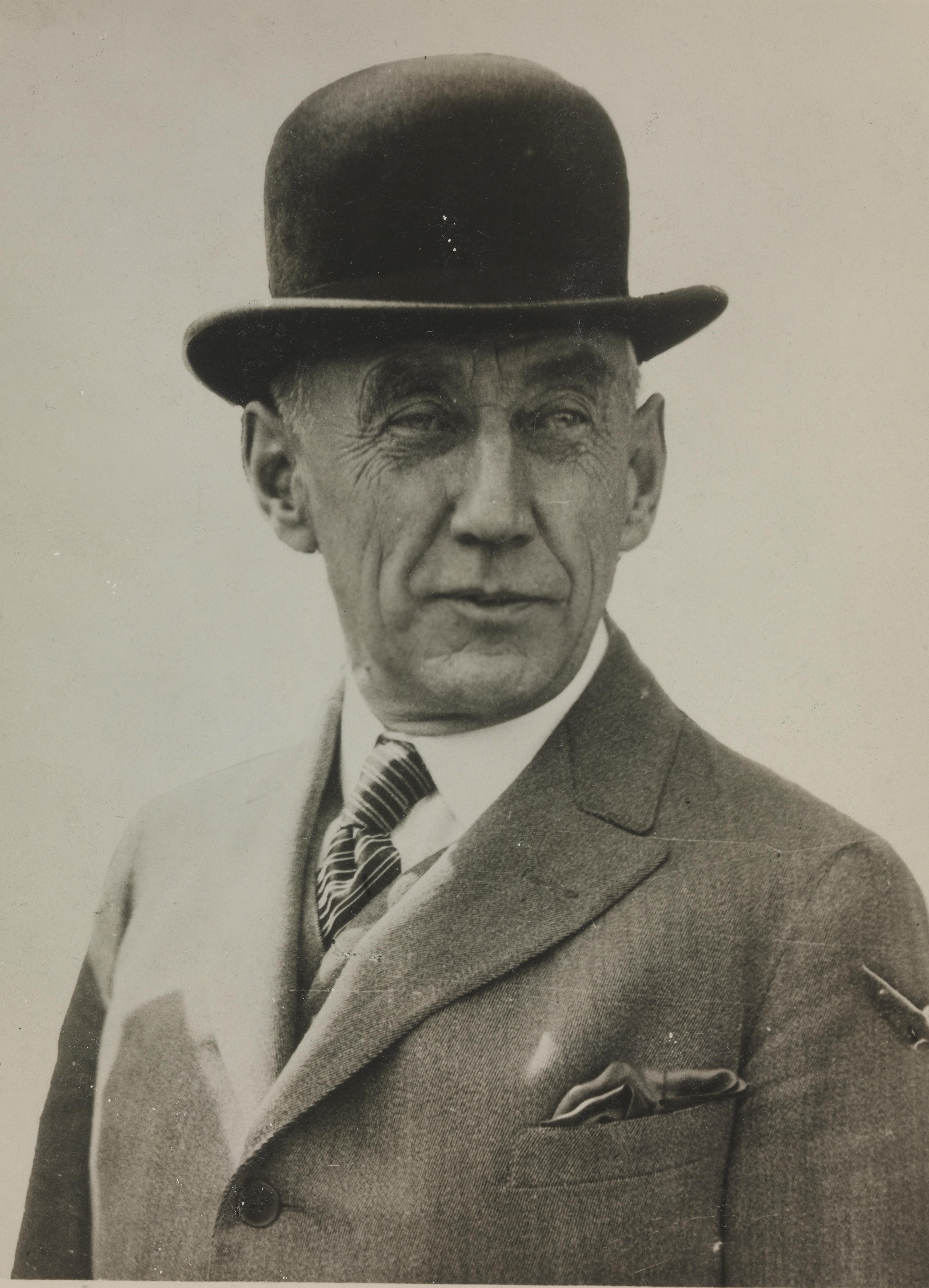
Roald Amundsen (* 16. července)

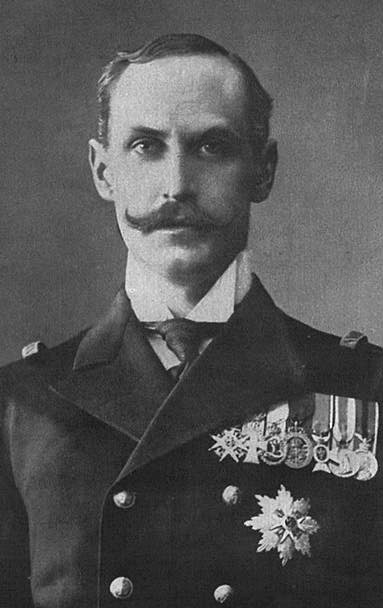
Haakon VII. (* 3. srpna)

- 1. ledna – James Young, americký filmový režisér, herec a scenárista († 9. června 1948)
- 2. ledna – Johanes Schmidt, dánský zoolog a fyziolog († 21. února 1933)
- 3. ledna – Joseph Sieber Benner, americký duchovní spisovatel († 1941)
- 6. ledna – Alexandr Nikolajevič Skrjabin, ruský klavírista a hudební skladatel († 27. dubna 1915)
- 8. ledna
  - Nikolaj Panin, ruský krasobruslař, olympijský vítěz z roku 1908 († 19. ledna 1956)
  - Oscar Slater, oběť justičního omylu] († 31. ledna 1948)
- 10. ledna – John Smulders, nizozemský katolický lékař († 16. listopadu 1939)
- 11. ledna
  - Herbert Baddeley, britský tenista († 20. července 1931)
  - Wilfred Baddeley, britský tenista († 24. ledna 1929)
- 13. ledna – Axel Malmström, švédský novinářský fotograf († 7. července 1945)
- 15. ledna – Arsen Kocojev, osetský spisovatel († 4. února 1944)
- 16. ledna – Edward Gordon Craig, anglický divadelní teoretik, herec, režisér († 29. července 1966)
- 18. ledna – Ivan Bubnov, ruský konstruktér ponorek († 13. března 1919)
- 23. ledna
  - Paul Langevin, francouzský fyzik († 19. prosince 1946)
  - Jože Plečnik, slovinský architekt († 7. ledna 1957)
- 27. ledna – Learned Hand, americký právník († 18. srpna 1961)
- 30. ledna – Eduard Bloch, židovský lékař, původem z Čech, ošetřující matku Adolfa Hitlera († 1. června 1945)
- 31. ledna – Zane Grey, americký spisovatel westernů († 23. října 1939)
- 1. února – Paul Fort, francouzský básník († 20. dubna 1960)
- 3. února – Francis Joseph Cole, britský zoolog († 27. ledna 1959)
- 4. února – Goce Delčev, bulharsko-makedonský revolucionář († 4. května 1903)
- 6. února – Robert Maillart, švýcarský stavební inženýr († 5. dubna 1940)
- 19. února – Johan Pitka, estonský námořní velitel († září 1944)
- 22. února – Fannie Ward, americká herečka († 27. ledna 1952)
- 7. března – Piet Mondrian, nizozemský malíř († 1. února 1944)
- 31. března
  - Sergej Ďagilev, ruský baletní impresário († 19. srpna 1929)
  - Alexandra Kollontajová, ruská revolucionářka († 9. března 1952)
- 9. dubna – Léon Blum, premiér Francie († 30. března 1950)
- 11. dubna – Aleksander Stavre Drenova, albánský básník († 11. prosince 1947)
- 13. dubna
  - Alexander Roda Roda, rakouský židovský spisovatel († 20. srpna 1945)
  - Jan Szczepanik, polský chemik a vynálezce († 18. dubna 1926)
- 26. dubna – Ľudmila Podjavorinská, slovenská spisovatelka († 2. března 1951)
- 30. dubna
  - Claudio Fogolin, italský cyklista, automobilový závodník a spoluzakladatel firmy Lancia († 27. dubna 1945)
  - Chi Oang, tchajwanská misionářka, působící na Tchaj-wanu († 1946)
- 1. května – Hugo Alfvén, švédský pozdně romantický hudební skladatel a dirigent († 8. května 1960)
- 3. května – Pavel Lebeděv, ruský a sovětský generál († 2. července 1933)
- 6. května
  - Willem de Sitter, nizozemský matematik, fyzik a astronom († 20. listopadu 1934)
  - Thomas Hicks, americký atlet, olympijský vítěz († 2. prosince 1963)
  - Džamal Paša, osmanský vojenský vůdce († 21. července 1922)
- 7. května – Peder Østlund, norský rychlobruslař, mistr světa († 22. ledna 1939)
- 10. května – Marcel Mauss, francouzský sociolog a antropolog († 10. února 1950)
- 12. května – Anton Korošec, předseda vlády Království Slovinců, Chorvatů a Srbů († 14. prosince 1940)
- 14. května
  - Marcel Renault, francouzský automobilový konstruktér a závodník († 25. května 1903)
  - John Stepan Zamecnik, americký skladatel a dirigent († 13. června 1953)
- 18. května – Bertrand Russell, britský matematik, filosof a spisovatel († 2. února 1970)
- 21. května – Kornel Divald, uherský spisovatel, historik umění a fotograf († 24. března 1921)
- 24. května – Josef Ferdinand Toskánský, toskánský velkovévoda († 28. února 1942)
- 26. května – Stanisław Haller de Hallenburg, polský generál († květen 1940)
- 31. května – Charles Greeley Abbot, americký astrofyzik († 17. prosince 1973)
- 4. června – Eugenie Schwarzwaldová, rakouská filantropka, spisovatelka a pedagožka († 7. srpna 1940)
- 6. června – Alexandra Fjodorovna Ruská, poslední ruská carevna († 17. července 1918)
- 10. června – Jacob Hilsdorf, německý portrétní fotograf († 11. ledna 1916)
- 18. června – Matti Aikio, první sámský básník Norska († 25. července 1929)
- 1. července
  - Louis Blériot, francouzský vynálezce a letecký konstruktér († 2. srpna 1936)
  - William Duddell, britský fyzik a vynálezce († 4. listopadu 1917)
- 4. července – Calvin Coolidge, prezident Spojených států amerických († 5. ledna 1933)
- 5. července – Édouard Herriot, premiér Francie († 26. března 1957)
- 16. července – Roald Amundsen, norský polární badatel († červen 1928)
- 30. července – Klementina Belgická, dcera belgického krále Leopolda II. († 8. března 1955)
- 3. srpna – Haakon VII., norský král († 21. září 1957)
- 9. srpna
  - Josef August Rakouský, rakouský arcivévoda († 6. července 1962)
  - Angelo Rotta, arcibiskup a vatikánský diplomat († 1. února 1965)
- 10. srpna – Bill Johnson, americký jazzový kontrabasista († 3. prosince 1972)
- 13. srpna – Richard Willstätter, německý chemik († 3. srpna 1942)
- 15. srpna – Šrí Aurobindo, hinduistický filozof a jogín († 5. prosince 1950)
- 18. srpna – Adolf Schmal, rakouský šermíř a cyklista, olympijský vítěz († 28. srpna 1919)
- 20. srpna – Sam Hood, australský portrétní fotograf († 8. června 1953)
- 21. srpna – Aubrey Beardsley, anglický secesní kreslíř a ilustrátor († 16. března 1898)
- 3. září – Friedrich Leo von Rottenberger, rakouský zahradník a zahradní architekt († 27. března 1938)
- 10. září – Vladimir Klavdijevič Arseňjev, sovětský etnograf, geograf, cestovatel a spisovatel († 4. září 1930)
- 13. září – Kidžúró Šidehara, japonský politik († 10. března 1951)
- 15. září – Eduard Pichl, rakouský horolezec († 15. březen 1955)
- 20. září – Maurice Gamelin, francouzský generál († 18. dubna 1958)
- 25. září
  - Joseph Hertz, vrchní rabín Spojeného království († 14. ledna 1946)
  - Paul Reinecke, německý archeolog († 12. května 1958)
- 4. října – Juliusz Tarnawa-Malczewski, polský generál († 1940)
- 5. října
  - Emma Barton, anglická fotografka. († 31. března 1938)
  - Friedrich Rittelmeyer, evangelický teolog († 23. března 1938)
- 10. října – Dionysios Kasdaglis, řecko-egyptský tenista († 1931)
- 11. října – Harlan Fiske Stone, předseda Nejvyššího soudu USA († 22. dubna 1946)
- 12. října – Ralph Vaughan Williams, anglický hudební skladatel († 26. srpna 1958)
- 14. října
  - Reginald Doherty, britský tenista († 29. prosince 1910)
  - Momcsilló Tapavicza, srbský tenista, vzpěrač, zápasník a architekt († 10. ledna 1949)
- 15. října
  - Wilhelm Miklas, třetí prezident Rakouska († 20. března 1956)
  - Edith Bolling Wilsonová, manželka 28. prezidenta USA Woodrowa Wilsona († 28. prosince 1961)
- 19. října – Jacques E. Brandenberger, švýcarský chemik a textilní inženýr († 13. července 1954)
- 1. listopadu – Maude Adams, americká herečka ( † 17. července 1952)
- 24. listopadu – Georgij Vasiljevič Čičerin, sovětský lidový komisař pro zahraniční věci († 7. července 1936)
- 30. listopadu – John McCrae, chirurg kanadské armády († 28. ledna 1918)
- 5. prosince – Harry Nelson Pillsbury, americký šachový mistr († 17. června 1906)
- 6. prosince – Mikuláš Moyzes, slovenský hudební skladatel († 2. dubna 1944)
- 7. prosince – Johan Huizinga, nizozemský kulturní historik († 1. února 1945)
- 8. prosince – Giuseppe Merosi, italský automobilový konstruktér († 27. března 1956)
- 10. prosince – Ludwig Klages, německý filosof, psycholog, grafolog († 29. července 1956)
- 12. prosince
  - Heinrich Vogeler, německý malíř, grafik, architekt († 14. června 1942)
  - Bruno Cassirer, oxfordský vydavatel a galerista († 29. října 1941)
- 16. prosince – Anton Ivanovič Děnikin, generál ruské armády († 8. srpna 1947)
- 26. prosince – Norman Angell, anglický pedagog, novinář a politik († 7. října 1967)
- 27. prosince – Herman Rupp, australský botanik († 2. září 1956)
- 30. prosince – William Larned, americký tenista († 16. prosince 1926)
- ? – Kazimierz Bein, polský lékař a esperantista († 15. června 1959)
- ? – Jerzy Wiktor Madeyski, předlitavský politik polského původu († 24. ledna 1939)
- ? – Julian Mandel, francouzský fotograf († 1935)
- ? – Gustave Marissiaux, belgický umělecký fotograf († 1929)
- ? – Edith Michellová, anglická šachová mistryně († 18. října 1951)
- ? – Edith Charlotte Priceová, anglická šachová mistryně († 1956)
- ? – Norman Kemp Smith, skotský filozof († 3. září 1958)
- ? – Imre Gábor Bekey, maďarský fotograf a speleolog († 17. dubna 1936)

## Úmrtí

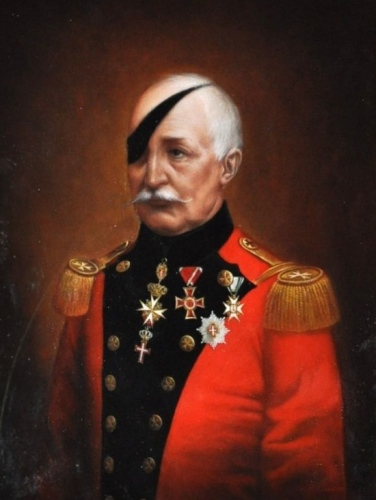
Jan Nepomuk Krakovský z Kolovrat († 26. června)

Automatický abecedně řazený seznam viz Kategorie:Úmrtí v roce 1872

### Česko
- 9. března – Jan Mundy, textilní podnikatel (* 28. října 1798)
- 18. dubna – Johann Kiemann starší, rakouský a český právník a politik (* 21. října 1797)
- 28. dubna – Václav Jiří Dundr, spisovatel a překladatel slovanského písemnictví (* 14. února 1811)
- 8. června – František Cyril Kampelík, lékař, národní buditel, spisovatel (* 28. června 1805)
- 26. června – Jan Nepomuk Karel Krakovský z Kolovrat, šlechtic, úředník gubernia, filantrop, vlastenec (* 12. září 1794)
- 27. července – Václav Vaňka, starosta Prahy (* (3. listopadu 1798)
- 27. srpna – Václav Treitz, lékař (* 9. dubna 1819)
- 20. září – Zdeňka Havlíčková, jediné dítě Karla Havlíčka Borovského, „dcera národa“ (* 23. prosince 1848)
- 8. října – Emanuel Dítě, malíř a fotograf (* 15. prosince 1820)
- 13. listopadu – Jan Adolf Brandeis, portrétní malíř a fotograf (* 9. června 1818)
- 16. prosince – Čeněk Vinař, varhaník a hudební skladatel (* 7. února 1835)

### Svět

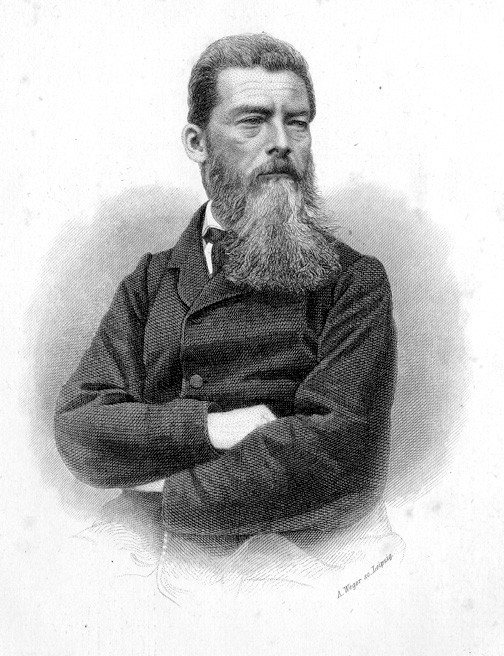
Ludwig Feuerbach († 13. září)

- 15. ledna – Vincent Grimm, maďarský šachista (* 1800)
- 21. ledna – Franz Grillparzer, rakouský spisovatel a dramatik (* 15. ledna 1791)
- 24. ledna – William Webb Ellis, zakladatel ragby (* 24. listopadu 1806)
- 24. února – Auguste Salzmann, francouzský archeolog, malíř a fotograf (* 14. dubna 1824)
- 7. března – Karl Friedrich Jänisch, ruský šachový mistr (* 11. dubna 1813)
- 10. března – Giuseppe Mazzini, italský filozof (* 22. června 1805)
- 15. března – François Jules Pictet, švýcarský zoolog a paleontolog (* 27. září 1809)
- 20. března – Andreas Groll, rakouský fotograf, autor prvních fotografií Prahy (* 30. listopadu 1812)
- 1. dubna
  - Gustav Franz von Schreiner, rakouský profesor práv (* 6. srpna 1793)
  - Hugo Mohl, německý botanik (* 8. dubna 1805)
- 2. dubna – Samuel F. B. Morse, americký vynálezce tzv. Morseovy abecedy (* 27. dubna 1791)
- 16. dubna
  - Adolf von Bonin, pruský generál pěchoty (* 11. listopadu 1803)
  - Anton von Doblhoff-Dier, rakouský politik (* 10. listopadu 1800)
- 20. dubna – Andrej Sládkovič, slovenský básník (* 30. března 1820)
- 6. května – George Robert Gray, anglický zoolog (* 8. července 1808)
- 24. května – Julius Schnorr von Carolsfeld, německý malíř (* 26. března 1794)
- 28. května – Žofie Frederika Bavorská, matka rakouského císaře Františka Josefa I. (* 27. ledna 1805)
- 31. května – Friedrich Gerstäcker, německý cestovatel a spisovatel (* 10. května 1816)
- 4. června
  - Johan Rudolph Thorbecke, nizozemský politik (* 14. ledna 1798)
  - Stanisław Moniuszko, polský hudební skladatel (* 5. května 1819)
- 13. června – Daniel Weisiger Adams, generál konfederační armády během Americké občanské války (* 1. května 1821)
- 2. července – Aleksandr Hilferding, ruský slavista (* 14. července 1831)
- 18. července – Benito Juárez, mexický politik a prezident (* 21. března 1806)
- 26. července – Michele Carafa, italský hudební skladatel a voják (* 28. listopadu 1787)
- 18. srpna – Petar Preradović, chorvatský básník, panslavista a překladatel (* 19. března 1818)
- 2. září – Nikolaj Frederik Severin Grundtvig, dánský učitel, spisovatel, historik a politik (* 8. září 1783)
- 13. září – Ludwig Feuerbach, německý filozof (* 28. července 1804)
- 18. září – Karel XV., švédský král (* 3. května 1826)
- 3. října – William Davies Evans, britský námořní kapitán a šachista (* 27. ledna 1790)
- 4. října – Vladimir Dal, ruský jazykovědec a lexikograf (* 22. listopadu 1801)
- 15. října – Handrij Zejler, lužickosrbský básník a národní buditel (* 1. února 1804)
- 23. října – Théophile Gautier, francouzský básník a spisovatel (* 30. srpna 1811)
- 29. října – Pierre Charles Fournier de Saint-Amant, francouzský šachový mistr (* 12. září 1800)
- 7. listopadu – Alfred Clebsch, německý matematik (* 19. ledna 1833)
- 17. listopadu – Robert Turnbull Macpherson, skotský fotograf (* 27. února 1811)
- 20. listopadu – Lars Johan Hierta, švédský novinář a politik (* 22. ledna 1801)
- 23. listopadu – John Bowring, britský politik, ekonom, polyglot a překladatel (* 17. října 1792)
- 29. listopadu – Horace Greeley, americký politik (* 3. února 1811)
- 11. prosince – Kamehameha V., havajský král (* 11. prosince 1830)
- 21. prosince – Robert Scott Duncanson, americký malíř (* 1821)
- 24. prosince – William John Macquorn Rankine, skotský inženýr a fyzik (* 5. července 1820)
- 31. prosince – Aleksis Kivi, finský spisovatel (* 10. října 1834)

## Hlavy států
- Papež – Pius IX. (1846–1878)

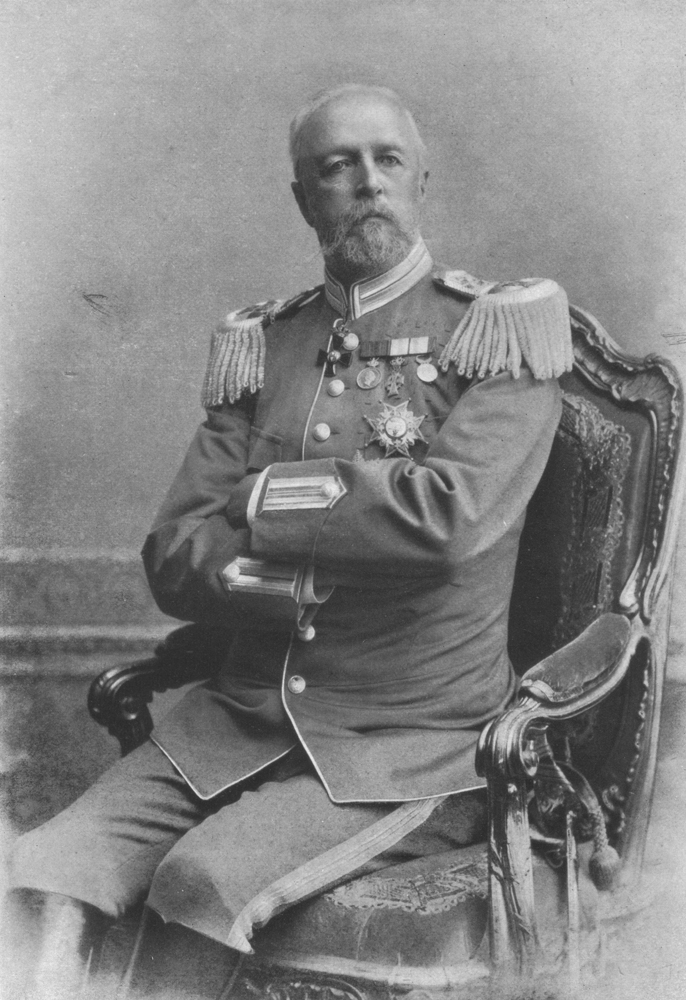
V roce 1872 na švédský trůn nastoupil král Oskar II.

- Království Velké Británie – Viktorie (1837–1901)
- Francie – Adolphe Thiers (1871–1873)
- Uherské království – František Josef I. (1848–1916)
- Rakouské císařství – František Josef I. (1848–1916)
- Rusko – Alexandr II. (1855–1881)
- Prusko – Vilém I. (1861–1888)
- Dánsko – Kristián IX. (1863–1906)
- Švédsko – Karel XV. (1859–1872) / Oskar II. (1872–1907)
- Belgie – Leopold II. Belgický (1865–1909)
- Nizozemsko – Vilém III. Nizozemský (1849–1890)
- Řecko – Jiří I. Řecký (1863–1913)
- Španělsko – Amadeus I. Španělský (1870–1873)
- Portugalsko – Ludvík I. Portugalský (1861–1889)
- Itálie – Viktor Emanuel II. (1861–1878)
- Rumunsko – Karel I. Rumunský (1866–1881 kníže, 1881–1914 král)
- Osmanská říše – Abdulaziz (1861–1876)
- USA – Ulysses S. Grant (1869–1877)
- Japonsko – Meidži (1867–1912)